# Dark Sarah
Dark Sarah ist eine finnische Symphonic-Metal-Band, die Heidi Parviainen nach ihrem Ausscheiden aus Amberian Dawn 2012 gründete.

## Geschichte

### Gründung und Schaffung von Behind the Black Veil (2012–2015)
Nachdem die Sängerin Heidi Parviainen ihre frühere Band Amberian Dawn verlassen hatte, begann sie an Dark Sarahs Debütalbum Behind the Black Veil zu arbeiten. Der Name Dark Sarah geht zurück auf eine Figur namens Sarah, in der es im ersten Song Save Me ging und die von ihrem Verlobten am Altar stehengelassen wird und weinend in den Wald rennt. Parviainen entschloss sich ein Konzeptalbum um die dunkle Seite der „Sarah“ zu erstellen. Um das Publikum auf ihr Projekt aufmerksam zu machen, bat sie die Musiker Kasperi Heikkinen, Teemu Laitinen und Jukka Koskonen, die ersten beiden Songs Save Me und Poison Apple aufzunehmen. Das führte zu Dark Sarahs Debütalbum Behind the Black Veil.
Um das Projekt zu finanzieren, wurden drei Indiegogo-Kampagnen gestartet. Sie wurden alle von den Fans vollständig finanziert. Die CD wurde in drei Teilen, Episoden genannt, aufgenommen, wobei die erste und zweite Episode je vier und die dritte fünf Titel enthält. Zu Werbezwecken enthielt die EP Violent Roses die Folgen 1 und 2 und ging während des Metal Female Voices Fest 2014 in den Verkauf. Es wurden nur 250 Exemplare gepresst.
Währenddessen wurde die restlichen Aufnahmen für Behind the Black Veil fortgesetzt. Am 27. September 2012 wurde bekanntgegeben, dass Manuela Kraller (früher bei Xandria) an einem Duett für den Song Memories Fall als der Charakter „Fate“ teilnehmen würde.
Später wurden auch zwei weitere Kollaborationen angekündigt. Am 13. Januar 2013 die von Inga Scharf (Figur „Queen of No Good“) und Stefan Schmidt von der deutschen Metal-Band Van Canto für den Song Evil Roots und am 29. August 2014 das von Tony Kakko ( The Moon ) von der finnischen Metal-Band Sonata Arctica für das Lied Light In You. Heidi vervollständigte den Text mit Hilfe von Emy Frost, Janne Storm und Perttu Vänskä und die Musik mit den Komponisten Emy Frost, Janne Storm, Mikko P. Mustonen und Stefan Schmidt. Die Gitarristen Sami Salonen und Erkka Korhonen, der Schlagzeuger Lauri Kuussalo und der Bassist Jukka Koskinen wurden in die offizielle Besetzung von Dark Sarah aufgenommen, die sich jetzt in eine Live-Band verwandelt hatte. Heidi blieb die Hauptfigur. Bald ging der Bassist Jukka Koskinen und wurde durch Rude Rothstén ersetzt. Am 29. April 2015 wurde bekanntgegeben, dass Schlagzeuger Lauri Kussaloit Dark Sarah verlassen hatte, um sich mehr auf seine eigene Musik konzentrieren zu können. Er wurde durch Thomas Tunkkari ersetzt. Videos zu den Songs  Memories Fall  (feat. Manuela Kraller),  Hunting The Dreamer  und  Light In You  (feat. Tony Kakko) wurden veröffentlicht.

### The Puzzle (2015–2017)
Am 16. Dezember 2015 gab Heidi auf ihrer Facebook-Seite bekannt, dass mit den Aufnahmen für die ersten Songs des nächsten Albums begonnen wurde. Am 6. März 2016 wurde der erste Teaser zusammen mit dem Namen The Puzzle des neuen Albums veröffentlicht. Die Geschichte des Albums setzte sich an dem Punkt fort, an dem die des vorigen Albums endete. Heidi erklärt dieses so: The Puzzle ist auch ein Konzeptalbum und setzt die Geschichte fort, die mit dem Debütalbum Behind the Black Veil begann. Nachdem der böse Baum gestorben war und Dark Sarahs Seele damit einherging, flogen sie entlang des Todesflusses. Die Bäche führten sie auf eine Insel, zu der die verbannten Seelen gebracht werden. Um die Insel zu verlassen, muss sie das Rätsel lösen und drei Schlüssel finden.
Wieder begann eine Indiegogo-Kampagne, um das Album zu finanzieren, diesmal ohne mehrere Episoden. Die volle Finanzierung wurde am Ende der Kampagne erreicht.
Das erste Video für das Album wurde am 15. April 2016 unter dem Namen Little Men veröffentlicht. Am 24. April verriet Heidi auf ihrer Facebook-Seite, dass erneut drei Gäste auf dem neuen Album auftreten werden. Manuela Kraller (Ex-Xandria) kehrt als Charakter „Fate“ aus dem Song Rain zurück und Juha-Pekka Leppäluoto (Charon, Northern Kings) spielte den Charakter „The Dragon“ im Song Dance With The Dragon. Am 13. September wurde der dritte Gast angekündigt: Charlotte Wessels (Delain, Phantasma) spielt die Figur „Evil Siren Mermaid“ im Song Aquarium, zusammen mit der Information, dass The Puzzle am 18. November in Europa und Nordamerika veröffentlicht werden.
Am 18. Oktober wurde ein Lyrik-Video aus dem Song Aquarium veröffentlicht.

### The Golden Moth (seit 2017)
Im März 2017 wurde bekanntgegeben, dass ein drittes Album in Arbeit sei. JP Leppäluoto kehrte zurück, um seine Rolle als „The Dragon“ zu wiederholen, trat der Band bei und komponierte zusammen mit Heidi die Musik für das Album. Ebenfalls wurde erneut eine Crowdfunding-Kampagne für ein neues Musikvideo angekündigt. Die Beschreibung auf der Crowdfunding-Seite lautet: „Das Konzept von Dark Sarah basiert auf einer Geschichte, die von einer jungen Frau namens Sarah und ihrem Kampf gegen ihre böse Seite Dark Sarah erzählt. Die Alben erzählen eine Geschichte über ihre Reise durch drei Welten - The Middle World, die Welt des Lebens (Behind The Black Veil-Album) und The Under World, wo die Toten wohnen (The Puzzle-Album) und The Upper World, wo Geister und Götter wohnen.“
Das neue Album wurde auch als eine Fortsetzung der Geschichte von Dark Sarah und The Dragon (dem Herrscher der Unterwelt) beschrieben, die sich in The Upper World wieder treffen. Am 26. Oktober startete die nächste Indiegogo-Kampagne, die am 14. Dezember voll zur Verfügung stand. Dazu kam der Titel des neuen Albums The Golden Moth und ein neues Musikvideo für den Song Trespasser. Am 2. November wurde die Sängerin Zuberoa Aznárez von der spanischen Metal-Band Diabulus in Musica als erster neuer Gast des Albums als die heftige Göttin „Iron Mask“ auf Dark Sarahs Facebook-Seite enthüllt. Später am 3. Dezember wurden die beiden anderen Gäste enthüllt, der Sänger und Bassist Marco Hietala von der finnischen Metalband Nightwish als Gott „White Beard“ und die Akkordeonistin Netta Skog von der finnischen Metalband Ensiferum als Akkordeon, das Fortune Teller spielt.

## Bandmitglieder

### Aktuelle Besetzung
- Heidi Parviainen – Gesang (2012–heute)
- Sami Salonen – Gitarre (2014–heute)
- Erkka Korhonen – Gitarre (2014–heute)
- Thomas Tunkkari – Schlagzeug (2015–heute)
- Rude Rothstén – Bass (2014–heute)
- Juha-Pekka Leppäluoto – Gesang (2017–heute)

### Ehemalige Mitglieder
- Jukka Koskinen – Bass (2014)
- Lauri Kuussalo – Schlagzeug (2014–2015)

### Session-Musiker
- Behind the Black Veil:
  - Kasperi Heikkinen (Gitarre bei Save Me und Poison Apple)
  - Manuela Kraller (als der Charakter „Fate“ in Memories Fall)
  - Inga Scharf (als der Charakter „Queen of No Good“ in Evil Roots)
  - Van Canto (Hintergrundgesang in Evil Roots)
  - Tuomas Nieminen (Hintergrundgesang in Silver Tree und Light in You)
  - Tony Kakko (als der Charakter „The Moon“ in Light in You)

- The Puzzle:
  - Juha-Pekka Leppäluoto (als der Charakter „The Dragon“ in Dance With the Dragon)
  - Charlotte Wessels (als der Charakter „Evil Siren Mermaid“ in Aquarium)
  - Manuela Kraller (als der Charakter „Fate“ in Rain)

- The Golden Moth:
  - Zuberoa Aznárez (als der Charakter „Iron Mask“)
  - Marco Hietala (als der Charakter „White Beard“)
  - Netta Skog (als der Charakter „Fortune Teller“)

## Diskografie
Studioalben
- Behind the Black Veil (2015)
- The Puzzle (2016)
- The Golden Moth (2018)
- Grim (2020)
- Attack of Orym (2023)

EPs
- Violent Roses (2014)

Musikvideos
- Save Me (2013)
- Memories Fall (2014) (mit Manuela Kraller)
- Hunting the Dreamer (2014)
- Light in You (2015) (mit Tony Kakko)
- Little Men (2016)
- Aquarium (lyric video) (2016) (mit Charlotte Wessels)
- Dance With the Dragon (2016) (mit Juha-Pekka Leppäluoto)
- Trespasser (2017)
- Gods Speak (lyric video) (2018) (mit Marco Hietala und Zuberoa Aznárez)
- Sky Sailing (2018)
- Golden Moth (2018)
- Melancholia (2020)
- All Ears! (2020)
- Illuminate (2020)